# Escaró
Escaró ([əskə'ɾu], estàndard [əskə'ɾo], en francès Escaro, sense accent) és una comuna de la Catalunya del Nord, a la comarca del Conflent. El nom oficial de la comuna, Escaro Aytua, fa referència a l'antic poble independent d'Aituà, que el 1822 va ser annexat a Escaró.
Les seves dimensions i l'escassa població en fan un vilatge molt tranquil. Un indret a destacar són les antigues mines. El 2010 es va constituir un cor format per residents, que va portar l'espectacle On ha fugit el tren? a tota la Catalunya del Nord de mà de l'associació Agram.

## Etimologia
Joan Coromines, en una llarga i documentada explicació explica l'origen del nom del poble per la suma de dos ètims: el d'ask-, i el de -hari, encara amb el sufix -on, tots tres germànics, els dos primers típics formants d'antropònims. La a- inicial, com en molts altres noms d'origen germànic, amb el pas del temps hauria passat a e-. Coromines exclou, d'altra banda, la interpretació proposada per Antoni M. Alcover que l'origen és es queró (la roca petita). Escaró apareix el 1218 com a Ascharon, scharo el 1081 i 1102 (Repertori toponímic de Pere Ponsich, 1980, 103).

## Geografia

### Localització i característiques generals del terme

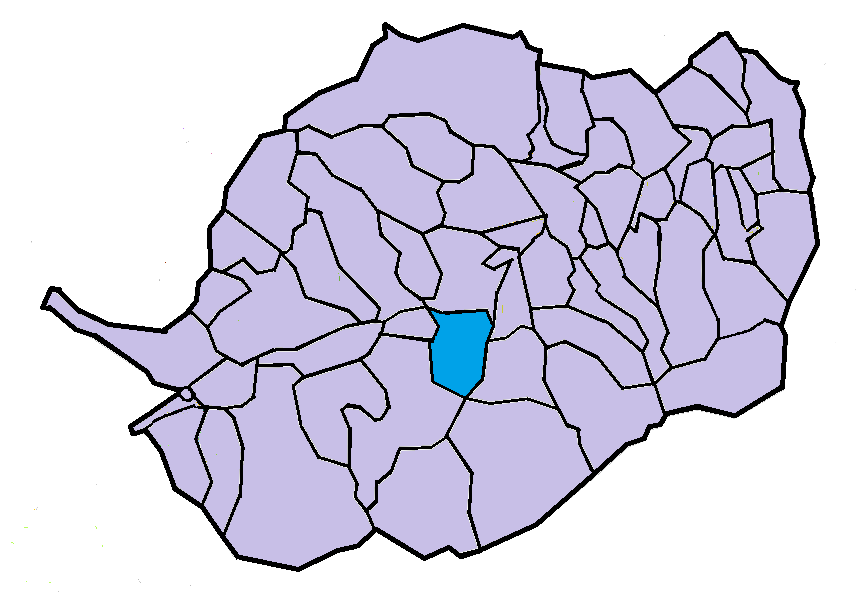
Situació de la comuna d'Escaró en el Conflent

El terme comunal d'Escaró, de 152.100 hectàrees d'extensió, és situat a la dreta de la Tet, separada d'aquest riu per la comuna de Serdinyà. És al sud-oest del centre de la comarca.
El terme comunal està constituït, quasi en la seva totalitat, per la vall de la Ribera de Vallmarçana, amb la vall subsidiària de la Ribera d'Aituà. Envolten aquesta vall, i, per tant, el terme comunal d'Escaró, un seguit de carenes que davallen des del Pic de Tres Estelles, a l'extrem sud del terme, de 2.094,7 m alt; és el punt més enlairat de la comuna. Des del Pic de Tres Estelles, el termenal baixa a cercar la Ribera d'Aituà, de manera que en tot el seu tram inicial, aquest riu té la riba dreta a Saorra i l'esquerra a Escaró. Fins al sud del poble d'Aituà, el termenal segueix el curs del riu. Poc abans d'arribar a les mines d'Aituà, el termenal torna a cercar la carena límit de la vall, i puja bastant sobtadament fins als 1.000 m alt, i després s'adreça al Coll de Fins, de 896,5 m alt. Després arriba al Cim del Serrat de les Garberes, a 900,1 m alt, i torç cap al nord-oest seguint una carena secundària d'aquest cim fins a davallar fins a la llera del Torrent de Vall-llobera, a 604,5. Gira cap al sud-oest per anar a cercar el Puig del Pla de Tarters, de 804, i torna a baixar cap a la llera de la Ribera de Vallmarçana, a 589,6 m alt.
Pel que fa al costat de ponent, des del Pic de Tres Estelles segueix una carena cap al nord-oest, que va girant progressivament cap a l'oest, i passa pel Puig de la Segalissa, de 1.796,5 m alt, cap al Serrat de la Tallada, on el límit de la vall torç cap al nord a una alçada de 1.581. Continua baixant en direcció nord per una altra carena, fins que arriba al Coll de la Llosa, de 1.191,4 m alt. Més enllà del Coll de la Llosa, quan acaba el termenal amb Nyer i comença el de Soanyes, el límit comunal deixa de seguir carenes naturals, i esdevé arbitrari, primer dalt de la muntanya, i després deixant les carenes de límit de la vall per davallar cap a la llera del Còrrec de Sant Cugat (popularment, de Sant Culgat), que esdevé termenal entre Escaró i Saorra ja fins que arriba a prop al sud de la Bastida d'Oleta, on el termenal va a buscar la Ribera de Vallmarçana sense seguir cap límit natural. Aquest darrer sector és l'únic del terme d'Escaró fora de la vall de la Ribera de Vallmarçana.
A l'interior del terme, un altre contrafort del Pic de Tres Estelles marca el límit de les dues valls ja esmentades, la d'Aituà i la d'Escaró.
El punt més alt de la comuna és el Pic de Tres Estelles, ja esmentat, i el més baix és la sortida de la Tet del terme, a l'extrem nord-est de la comuna, a la desembocadura de la Rotjà en la Tet, que és a 446,5. El poble d'Escaró és a 890 m alt, i el d'Aituà, a 789.
Termes municipals limítrofs:
| Oleta i Èvol / Soanyes | Serdinyà | Fullà          |
|                        |          | Saorra         |
| Nyer                   |          | Pi de Conflent |

### Escaró

#### Escaró d'Amunt

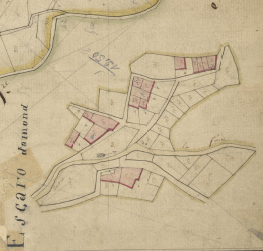
El veïnat desaparegut d'Escaró d'Amunt en el Cadastre napoleònic del 1812 (Arxius Departamentals dels Pirineus Orientals, ADPO)

Escaró d'Amunt, o Veïnat d'Amunt, és un veïnat desaparegut. Era al nord-oest de l'actual poble d'Escaró. També hi havia el Mas d'en Romeu, o de l'església, i l'església del lloc, Sant Martí d'Escaró. Tot va desaparèixer en obrir-se la mina dita del Pla de Ganta: una mina a cel obert que va deixar un enorme esvoranc en el terreny, d'uns 400 metres de profunditat, encara visible actualment, malgrat els treballs de recuperació del territori que s'hi han fet.

#### Escaró d'Avall

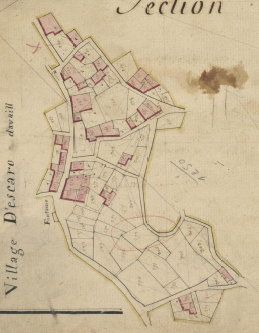
Escaró d'Avall en el Cadastre napoleònic del 1812 (ADPO)

El Veïnat d'Avall, o Escaró d'Avall, era l'inferior dels dos veïnats del poble, i l'únic que ha perdurat amb el pas del temps. És a prop a l'esquerra de la Ribera de Vallmarçana, poc per damunt d'aquest riu. Hi havia l'església de Santa Maria d'Escaró, ara desapareguda, i, en canvi, acull actualment la nova església de Sant Martí d'Escaró, antigament situada en el Veïnat d'Amunt.

### Aituà

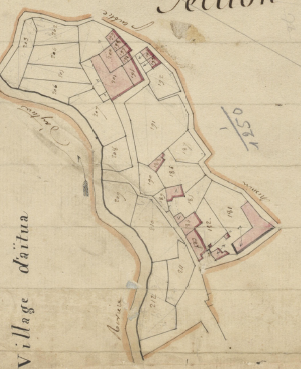
Aituà en el Cadastre napoleònic del 1812 (ADPO)

El poble d'Aituà és al sector nord-est del terme, a la dreta del Torrent de Vall-llobera. El poble té l'església de Santa Cristina d'Aituà.

### Les mines d'Escaró
Cal destacar a Escaró i Aituà les antigues mines: de ferro, explotades des de l'antiguitat i fins al 1963, i de fluorita, en explotació únicament entre el 1958 i el 1991. Hi havia mines en diversos indrets del terme: entre el Coll de la Llosa, el Pas del Grau i les Espenades, al sud-oest del poble d'Escaró, on hi va haver fins a quatre mines; al Camp Gros de l'Agulla, a ponent d'Escaró, on n'hi ha dues; a ponent de les Saleres, al nord-oest de les anteriors, on n'hi ha una, però té continuïtat en altres dues mines dins del terme veí de Nyer; a les Creus, al sud d'Aituà i al sud-est d'Escaró, on n'hi havia dues; als Clots dels Meners, al sud del poble d'Aituà, on n'hi havia dues, i també al sud d'Aituà, més a prop, dues mines més, una a cada banda de la Ribera d'Aituà. La mina de fluorita es va obrir al Pla de Ganta, al nord-oest de l'actual Escaró, a prop del termenal amb Soanyes, on hi havia hagut el veïnat d'Escaró d'Amunt, ara totalment desaparegut, precisament a causa de la mina.

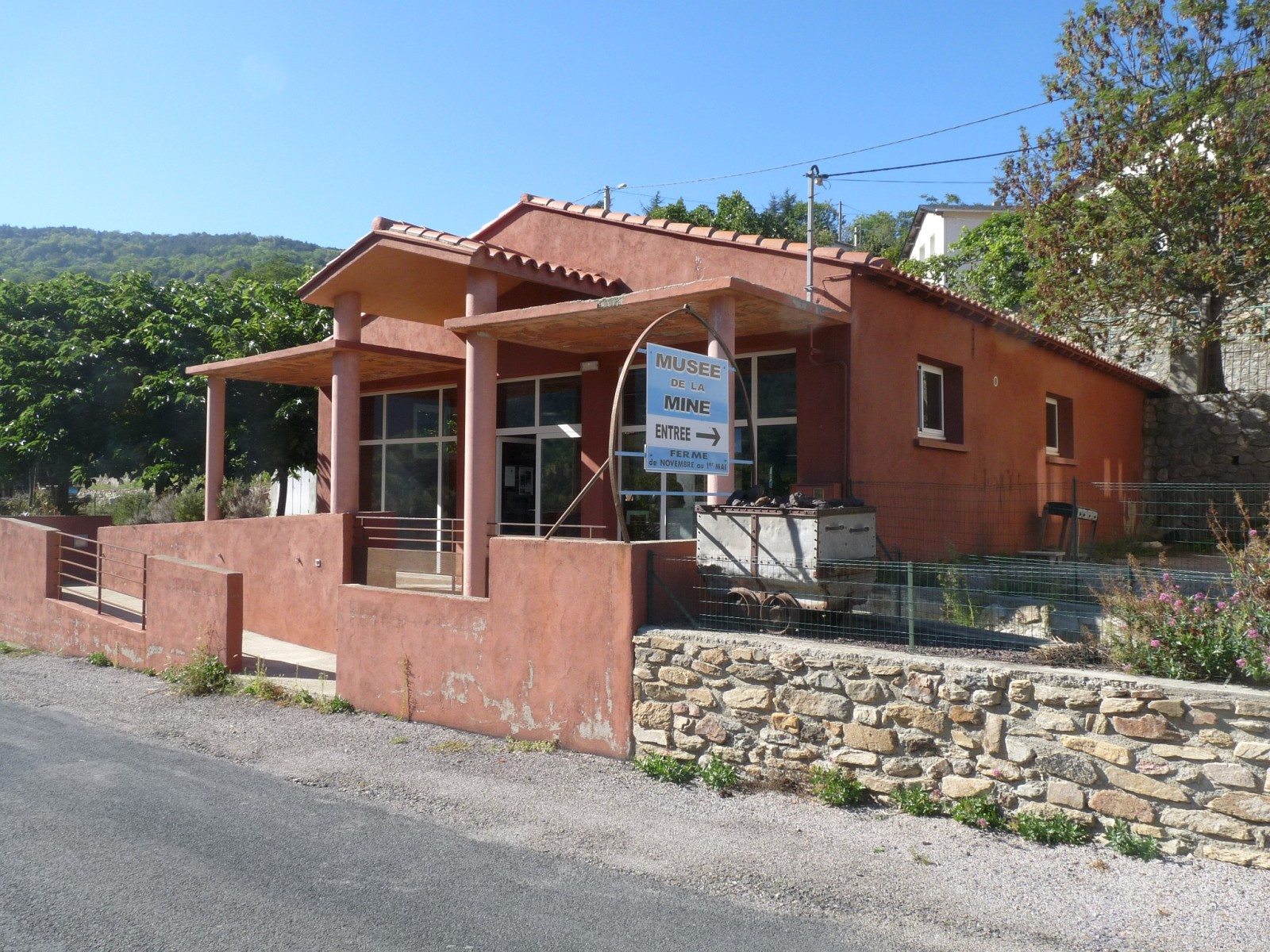
Museu de les Mines d'Escaró

Cal destacar que les mines d'Escaró i Aituà tenien continuïtat en el terme de Serdinyà, atès que era el lloc on es transportava el material extret de les mines per tal de carregar-los en vagons de ferrocarril a les estacions de Serdinyà i Joncet. Hi havia el ferrocarril miner anomenat la Veu del mener que enllaçava les mines amb les estacions de ferrocarril, a més de mitjans de transport a través de vagonetes penjades de cables. Una part de les instal·lacions encara es conserven.
Inicialment es crearen quatre mines o conjunts de mines:
- les d'Aituà, que afectaven 675 ha. En activitat del 1843 al 1962, llevat d'una pausa entre el 1930 i el 1938
- les dels Escoms, de 105 ha a cavall dels termes d'Escaró, Nyer i Soanyes, en activitat del 1906 al 1962. Foren propietat, juntament amb les d'Aituà, dels alts forns Prénat
- les d'Escaró sud, de 107 ha. En activitat del 1875 al 1954. Fou propietat dels alts forns Decazeville, del grup Holzer. Era més bon material que el de les altres mines, però d'extracció més difícil.
- les d'Escaró nord, de només 26 hectàrees, però de més activitat que totes les altres. Començà el 1883, i va ser la darrera a tancar, el 31 de gener del 1963. Era propietat de la societat Denain Anzin. Bona part del seu personal va ser a temps d'entrar a treballar en les mines de fluorita, que es mantingueren fins a l'exhauriment del jaciment, el 1993.

### Els dòlmens d'Escaró
En el terme d'Escaró hi ha els Dòlmens del Pla d'Arques, o del Coll de Fins, a l'extrem nord-est del terme, al límit amb Fullà. El topònim, Pla d'Arques, ja descriu l'existència d'aquests dòlmens, antigament dits arques.

### Els masos del terme
A causa de l'antiga dedicació quasi exclusiva a la mineria, el terme d'Escaró a penes té construccions destinades a l'habitatge fora dels dos nuclis de població. S'han conservat, com a noms antics, els Casals de la Ferreria, el Mas d'en Carbonell i el Mas de l'Església, o d'en Romeu, el darrer desaparegut juntament amb l'antiga església de Sant Martí d'Escaró, i només roman dempeus el Mas d'en Martines, a l'extrem sud-est del terme. Hi ha alguns cortals, com el d'en Guillem i el d'en Pi, a més del d'en Roger, ara convertit en la Casa Forestal de Fontguerra. Hi ha també el Molí d'Aituà.

### Hidrònims

#### Cursos d'aigua
El terme comunal d'Escaró es vertebra a l'entorn de les valls de dos rius: la Ribera de Vallmarçana i la Ribera d'Aituà. Fora d'aquestes dues valls, unides al nord del terme comunal, només hi ha la meitat oriental de la vall del Còrrec de Sant Cugat (popularment, Sant Culgat), que fa de termenal entre Escaró i Soanyes a l'extrem nord-oest del terme d'Escaró. A aquest còrrec s'uneix el Còrrec dels Clots. Encara, al nord del terme hi ha el Còrrec del Perdiguer, que neix en terme d'Escaró i davalla de seguida cap al de Serdinyà. Finalment, a l'extrem nord-est del terme comunal hi ha el Còrrec de Vall-llobera, amb el Torrent dels Esquirols, que se'n va també cap al terme de Serdinyà.
La Ribera de Vallmarçana es forma per la unió del Còrrec del Grau de Llavanós, que prové del sector sud-oest del terme, amb el Còrrec de l'Orri, que ho fa del sud-est. La part alta d'aquest torrent és el Canal Llis, i abans de fusionar-se amb l'esmentat anteriorment, rep per l'esquerra el Còrrec de la Coma Negra. El primer, a més, hi aporta el Còrrec de les Espenades, i el segon, el Còrrec de la Coma. Un cop formada, al lloc on hi ha el salt d'aigua anomenat la Fou, la Ribera de Vallmarçana rep per l'esquerra els còrrecs de les Colomines i de les Pereres, després per la dreta el Còrrec de les Volades, passa a llevant del poble d'Escaró, on rep per la dreta el Còrrec dels Polls, i un bon tros més avall del poble rep per l'esquerra el Còrrec del Clot de Llívia i després per la dreta la Ribera d'Aituà. Just abans i després de rebre aquest darrer riu, la de Vallmarçana rep dos còrrecs amb el mateix nom: Còrrec de les Planes, i després per la dreta el Còrrec de les Vinyes. Després travessa el Bosc Estatal del Conflent. Tot seguit, rep per l'esquerra els còrrecs dels Bauços de les Planes i del Solà del Pere i per la dreta el de les Costes i, ja a prop del límit comunal, també per l'esquerra el Còrrec dels Bauços, amb el de l'Hortal. Després, a l'alçada de la Coma del Mas, fa durant un breu tram de termenal entre Escaró i Serdinyà.
La Ribera d'Aituà neix en el terme de Saorra, al Prat d'Avet, prop de la font d'aquest nom, en el vessant nord-est del Pic de Tres Estelles. Al cap de 135 metres del seu naixement esdevé termenal entre Saorra i Escaró. Més de la meitat del seu recorregut desenvolupa aquest paper, travessa el Bosc Comunal de Tres Estelles, fins que, quan arriba al Trauc d'Alaric, on rep per l'esquerra el Còrrec de Fontguerra, el riu entre plenament en el terme d'Escaró. En aquest primer tram, a causa de l'orografia que travessa, la Ribera d'Aituà té un traçat sinuós, bàsicament de sud a nord, però alhora fent un arc cap a llevant. Poc després del Trauc d'Alaric, la ribera travessa la zona dels Clots dels Meners, on hi havia les mines d'Aituà; de seguida arriba al costat oest del poble d'Aituà, on rep per l'esquerra el Còrrec dels Racons, i on es decanta clarament cap al nord-oest, rep per l'esquerra el Còrrec de l'Argentinàs i per la dreta el del Coll de Fins, que hi aporta també els còrrecs de les Costes (el segon del mateix nom) i dels Clots (el segon amb aquest nom), fins que s'aboca en la Ribera de Vallmarçana just davant del Molí d'Aituà.
La zona del Pla de Ganta, on hi havia les darreres mines explotades, per a l'extracció de fluorita a cel obert, hi va haver una profunda alteració orogràfica, i alguns còrrecs restaren fortament alterats: el Còrrec de la Dominga, el Còrrec de la Font, o de les Falcilles, i el dels Meners, del tot desapareguts.

### Orònims
Els llocs específics o espais geogràfics del terme d'Escaró es reflecteixen en tot un conjunt d'orònims, entre els quals hi ha obagues: el Bac (dos de diferents) i el Bac de les Planes; balços: els Bauços; boscs: Bosc Comunal d'Escaró, Bosc Estatal del Conflent i Bosc Estatal de Tres Estelles; clots: Clot de Llívia, Clots dels Meners i els Clots; colls: Coll de Fins, Coll de Gat, Coll de la Llosa, Coll d'Eroles i Coll de Tres Estelles; comes: la Coma del Mas i la Coma Negra; Costa: les Costes; muntanyes: el Pic o Puig de la Segalissa, el Puig del Pla de Tarters, el Pic de Tres Estelles, o Puig de l'Escala, o Roc de Coma Negra; planes: Pla d'Anya, Pla d'Arques, Pla de Ganta, Pla d'Eroles, o Eiroles, les Planelles, les Planes, o Esplanes, els Plans; serres i serrats: Serra de Coma Negra, Serra de Fontguerra, el Serrat, Serrat de la Tallada, Serrat del Bac, Serrat del Coll de Gat, Serrat de les Creus, Serrat de les Garberes, Serrat de les Vinyes, Serrat de Llirons, Serrat del Roc Colomer, Serrat del Sabater i Serrat dels Meners de Cóms, i solanes: Solà de Sant Pere, els Solans.

### El terme comunal
Les partides i indrets específics del terme d'Escaró i Aituà són l'Agulla, les Arces, les Arenes, l'Argentinàs, els Cabanills, el Camp dels Meners, el Camp Gros de l'Agulla, el Camp Gros de Falet, la Cantina d'Aituà, la Carrera, les Closes i les Closes de l'Església (tots dos llocs desapareguts per la mina de cel obert de fluorita), unes altres Closes de l'Església, a Escaró d'Avall, Closells, les Colomines (lloc també desaparegut per la mina a cel obert), les Colomines dels Quials, el Cortal de Bernadí, els Cortalons, la Cremada, les Creus, la Dominga, les Escales de la Coma, o de l'Orri, les Espenades, o les Penades, les Falcilles (lloc també desaparegut per la mina), el Fondal, la Font d'Horta, o Aigues Caldes, Fontguerra, Formes, la Fou, els Garravers (altre lloc desaparegut per la mina), Horta, els Hortassos, la Jaça d'en Vergers, Llaçades i el Mas de l'Església (igualment desapareguts tots dos per la mina), el Mas d'en Martines, els Meners de les Espenades, els Meners del Camp Gros de l'Agulla, els Meners del Clot de Llívia, els Meners d'Aituà, els Meners de les Creus, el Mesclant d'Aigues, les Mines d'Espat Flúor, el Pas del Grau, el Perdiguer, les Pereres, els Polls, els Racons, les Ribes del Pla de Ganta, Rius, la Roca de Fontguerra, el Roc Colomer, Rocs Negres, les Saleres, el Titxares, Torrells (altre lloc desaparegut per la mina), Vall-llobera, Vallmarçana, la Vernosa i les Volades. Alguns són senyals termenals, com la Creu del Trauc d'Alaric, la Pedra Foradada, el Piló del Coll de Fins, el Piló del Camp Roig, el Roc Colomer, el Roc de la Serra d'en Vidal, el Roc del Camp d'Escaró, el Roc del Cim dels Cotius, el Roc del Serrat de Sabonell, el Roc d'en Vidal, el Roc Roig, els Rocs del Camp d'en Moner i els Tres Rocs.

## Transports i comunicacions

### Carreteres
Una sola carretera, això sí, amb dues petites variants, travessa el terme de Taurinyà: la D - 27 (Prada - N - 116, a Serdinyà), que uneix Escaró amb Aituà (1,6 quilòmetres), Sorra (3,8), Vernet (5,7), Fillols (8,8), Taurinyà (11,4), Codalet (14,8) i Prada (15,5), en direcció est, i amb Joncet (2,4) i Serdinyà (3,6), en direcció nord. És una carretera llarga i recargolada, perquè està recorrent tota l'estona els contraforts septentrionals del Massís del Canigó.
Aquesta carretera té les variants de la D - 27c (D - 27, a Escaró - Escaró), que en poc més d'un quilòmetre mena al poble d'Escaró i de la D - 27d (D - 27, a Escaró - Aituà), que aproximadament en un quilòmetre, també, arriba al poble d'Aituà.

### Ferrocarril
A Escaró i Aituà hi havia hagut una línia de ferrocarril miner que enllaçava les mines del terme amb les estacions de ferrocarril de Joncet i Serdinyà. S'anomenada la Veu del mener.

### Transport públic col·lectiu
Escaró no té cap servei de transport públic habitual. Com altres pobles petits, disposa del TAD (Transport a la demanda).

### Els camins del terme
Els camins interiors del terme d'Escaró i Aituà són el Camí de Fontguerra, el del Bosc, o de la Coma, el de les Mines, el del Molí, el del Pla de Ganta, el dels Cóms, el desaparegut Camí de Serrat Negre (desaparegut a causa de les mines), el de Vallmarçana, el Camí Vell d'Aituà, el Camí Vell dels Meners i la Pista Forestal del Mas d'en Martines. Els que comuniquen el terme d'Escaró amb els pobles i termes veïns són el Camí de Mentet, el de Nyer, el d'Oleta, o dels Meners, el de Saorra, el Camí Vell de Fullà, el Camí Vell de Saorra a Serdinyà, el Camí Vell de Serdinyà, la Ruta de Joncet i la de Saorra. A part, hi ha el tram d'Escaró del Torn del Pic de Tres Estelles.

## Activitats econòmiques
De mitjan segle xix fins al darrer terç del segle xx, l'economia d'Escaró i Aituà es basà quasi exclusivament de la mineria. Primer, del ferro; després, de la fluorita. El tancament de les mines va ser un cop molt dur per a l'economia i per a la demografia de la comuna, com es pot veure en els quadres adjunts. Una comuna que el 1921 havia assolit els 570 habitants, el 1967, després del tancament de les mines, caigué fins a 164. En l'actualitat en té 114.
Els recursos naturals i agraris d'Escaró han estat sempre molt reduïts: alguns boscs que permetien una certa explotació forestal als boscs comunals del Conflent i de Tres Estelles, i tan sols una trentena d'hectàrees de conreu, amb menys de vint explotacions agrícoles. Hi ha pomeres, albercoquers i pereres, un parell d'hectàrees de vinya i mitja dotzena de pastures i farratges. La cabana ramadera es redueix a quarantena de caps de bestiar oví.

## Història

### Edats Mitjana i Moderna
Escaró és documentat des del 879 i el 968; el 978 el prevere Ansemund donà el lloc d'Escaró a Sant Pere de Camprodon, però els comtes de Cerdanya en mantingueren sempre l'alta jurisdicció. Pere el Catòlic va vendre l'any 1203 el lloc d'Escaró, amb les seves mines, a l'Abadia de Fontfreda, i el segle xiv passà a domini de Sant Miquel de Cuixà. Aquest monestir en va mantenir el domini fins a la fi de l'Antic Règim.
Una mica diferent és la història d'Aituà, que, havent pertangut inicialment a Cuixà, fou empenyorat a Sant Martí del Canigó, fins que el segle xiv passà a mans de Ramon de Tofelles, un fill del qual seria més tard prior de Santa Maria de Cornellà de Conflent i l'altra filla, Ramona d'Aituà es casà amb Grimau d'Avellanet. Joan I vengué el 1381 Aituà en franc alou a Berenguer d'Oms, que ja era senyor de Mentet i de Torèn. A partir d'ell, la senyoria d'Aituà passa diverses vegades d'unes mans a unes altres: Antoni Viader, de Vilafranca de Conflent, el 1441, els Cardona, els Alemany, els Gubert de Vilafranca (1595), el notari vilafranquí Pere Coromina (1679), Josep Escapa d'Oleta (1729), Joan Jaume Satgé, de Prada (1733) i la seva neta, Manuela Satgé, muller de Julià Roca (1789); aquest darrer personatge fou membre dels Estats Generals del 1789 i batlle de Prada a principis del segle xix.

### Edat contemporània
A ran de la constitució de les comunes després de la Revolució Francesa, es formaren les comunes d'Aituà i Escaró separadament, però el 1822 foren unides amb el nom, en francès, d'Escaro Aytua, en la qual la capitalitat pertanyia a Escaró, com encara s'esdevé en l'actualitat.

## Demografia

### Demografia antiga
La població està expressada en nombre de focs (f) o d'habitants (h)
| 25 f | 24 f | 15 f | 6 f | 10 f | 10 f | 38 f | 16 f | 179 h | 44 f | 33 f |

(Fonts: Pélissier, 1986.)

### Demografia contemporània
| Evolució de la població |      |      |      |      |      |      |      |      |
| 1793                    | 1800 | 1806 | 1821 | 1831 | 1836 | 1841 | 1846 | 1851 |
| 190                     | 152  | 153  | 198  | 318  | 346  | 359  | 331  | 351  |

| 1856 | 1861 | 1866 | 1872 | 1876 | 1881 | 1886 | 1891 | 1896 |
| ---- | ---- | ---- | ---- | ---- | ---- | ---- | ---- | ---- |
| 295  | 289  | 319  | 320  | 344  | 349  | 338  | 336  | 319  |

| 1901 | 1906 | 1911 | 1921 | 1926 | 1931 | 1936 | 1946 | 1954 |
| ---- | ---- | ---- | ---- | ---- | ---- | ---- | ---- | ---- |
| 435  | 375  | 530  | 570  | 537  | 463  | 290  | 335  | 429  |

| 1962 | 1968 | 1975 | 1982 | 1990 | 1999 | 2006 | 2011 | 2015 |
| ---- | ---- | ---- | ---- | ---- | ---- | ---- | ---- | ---- |
| 315  | 164  | 92   | 85   | 102  | 84   | 87   | 117  | 114  |

Fonts: Ldh/EHESS/Cassini fins al 1999, després INSEE a partir deL 2004

### Evolució de la població

Població 1962-2008

## Administració i política

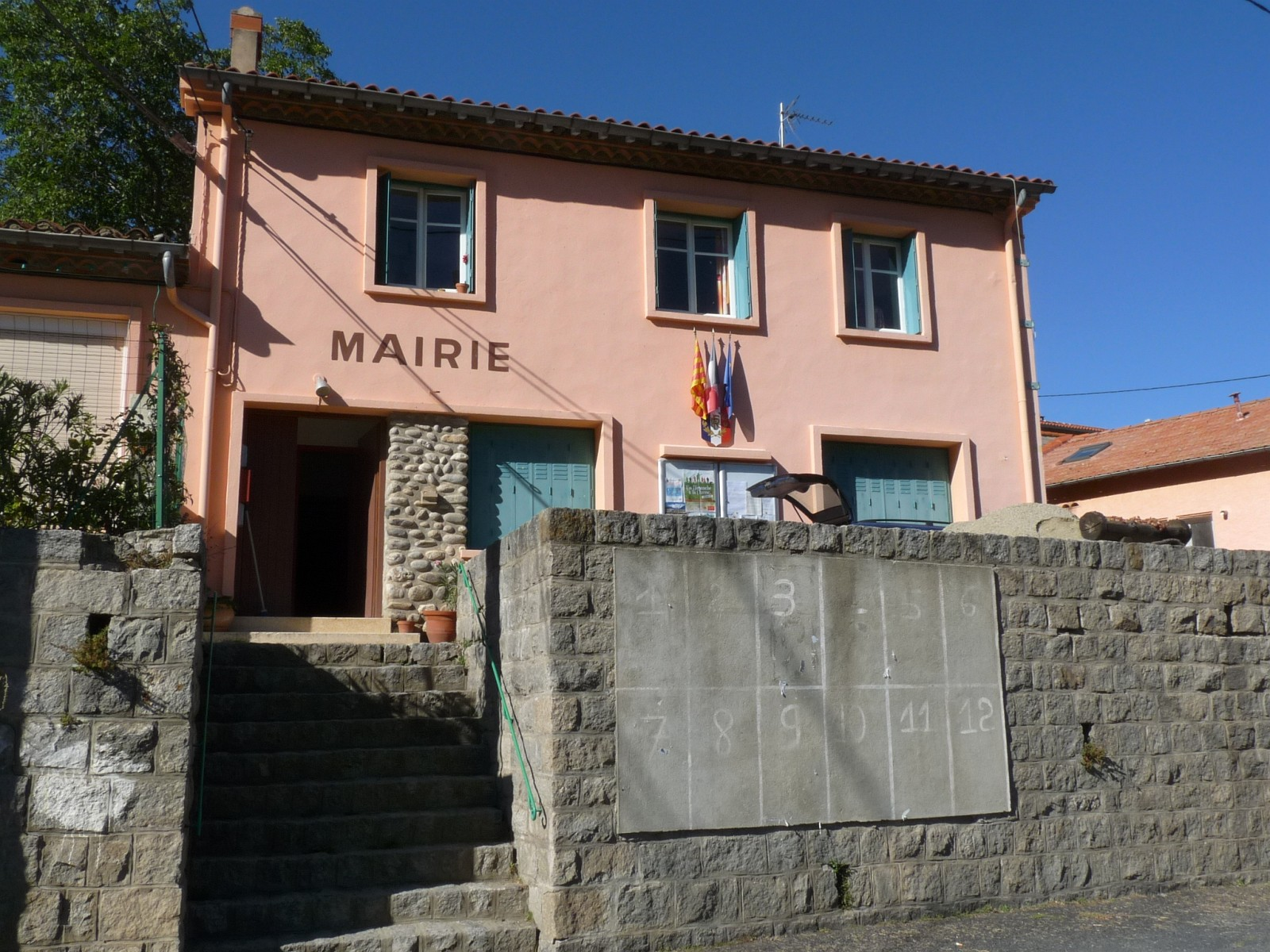
La Casa del Comú d'Escaró

### Batlles
| Alcalde          | Període                       |
| ---------------- | ----------------------------- |
| Michel Poncet    | 1803 - 1808                   |
| Louis Bonet      | 1808 - 1818                   |
| Jacques Py       | 1818 - 1821                   |
| Louis Bonet      | 1821 - 1828                   |
| Sébastien Parent | 1828 - 1830                   |
| Michel Poncet    | 1830 - 1834                   |
| Louis Bonet      | 1834 - 1837                   |
| Paul Mone        | 1837 - 1848                   |
| Michel Poncet    | 1848 - ?                      |
|                  | ? - 1882                      |
| Jean Broc        | 1882 - 1904                   |
| Joseph Nicoleau  | 1904 - 1908                   |
| Jean Broc        | 1908 - 1912                   |
| Barthélémy Mone  | 1912 - 1919                   |
| Achille Battle   | 1919 - 1944                   |
| Marcelin Galindo | 1945 - 1982                   |
| Jean Galindo     | 1982 - 1994                   |
| Bruno Noguès     | Març del 1995 - Març del 2008 |
| Francis Martinez | Març del 2008 - Març del 2014 |
| André Ambrigot   | Març del 2014 - Moment actual |

### Legislatura 2014 - 2020

#### Batlle
- André Ambrigot.

#### Adjunts al batlle[10]
- 1a: Françoise Armagnac
- 2n: Daniel Aspe
- 3r: Jean-Pierre Nogués, encarregat d'Obres.

#### Consellers municipals
- Marie-Céline Pelras
- Jérome Penacchio
- Sabine Grau
- Patrick Duval
- Magdaleine Peyre
- Hélène Paccart
- Nadine Faro.

### Adscripció cantonal

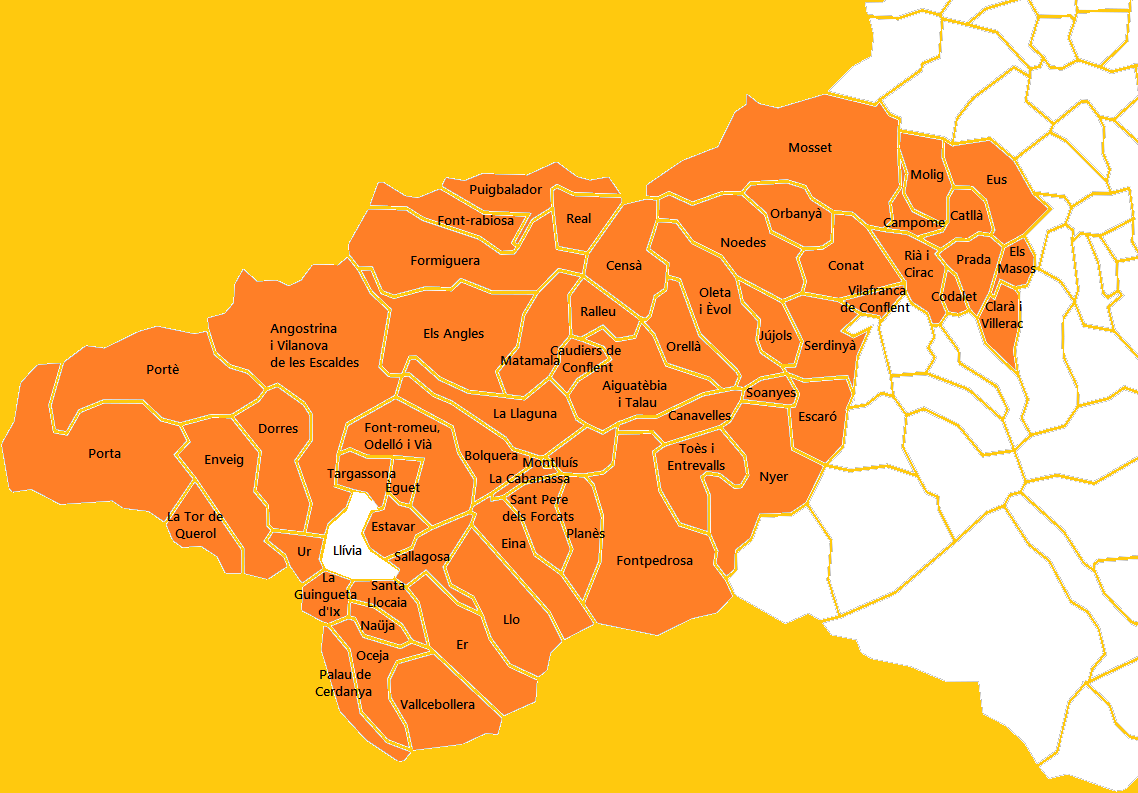
Mapa del Cantó dels Pirineus Catalans

A les eleccions cantonals del 2015 Escaró ha estat inclòs en el cantó número 13, dels Pirineus Catalans, que inclou els pobles d'Angostrina i Vilanova de les Escaldes, Bolquera, Dorres, Èguet, Eina, Enveig, Er, Estavar, Font-romeu, Odelló i Vià, la Guingueta d'Ix, Llo, Naüja, Oceja, Palau de Cerdanya, Porta, Portè, Sallagosa, Santa Llocaia, Targasona, la Tor de Querol, Ur i Vallcebollera, de la comarca de l'Alta Cerdanya, els Angles, Font-rabiosa, Formiguera, Matamala, Puigbalador i Ral, de la del Capcir, i les viles de Montlluís, Prada i Vilafranca de Conflent i els pobles d'Aiguatèbia i Talau, la Cabanassa, Campome, Canavelles, Catllà, Caudiers de Conflent, Censà, Clarà i Villerac, Codalet, Conat, Escaró, Eus, Fontpedrosa, Jújols, la Llaguna, Els Masos, Molig, Mosset, Noedes, Nyer, Oleta i Èvol, Orbanyà, Orellà, Planès, Ralleu, Rià i Cirac, Sant Pere dels Forcats, Sautó, Serdinyà, Soanyes i Toès i Entrevalls, de la del Conflent, amb capitalitat a Prada. Són conselleres per aquest cantó Jean Castex i Hélène Josende, de la Unió de la Dreta.

### Serveis comunals mancomunats
Escaró forma part de la Comunitat de comunes de Conflent - Canigó, amb capitalitat a Prada, juntament amb Prada, Arboçols, Campome, Campossí, Canavelles, Castell de Vernet, Catllà, Clarà i Villerac, Codalet, Conat, Cornellà de Conflent, Espirà de Conflent, Estoer, Eus, Fillols, Finestret, Fontpedrosa, Fullà, Jóc, Jújols, Marqueixanes, els Masos, Mentet, Molig, Mosset, Noedes, Nyer, Oleta i Èvol, Orbanyà, Orellà, Pi de Conflent, Rià i Cirac, Rigardà, Saorra, Serdinyà, Soanyes, Sornià, Tarerac, Taurinyà, Toès i Entrevalls, Trevillac, Vallestàvia, Vallmanya, Vernet, Vilafranca de Conflent i Vinçà.

## Llocs d'interès
- Església de Sant Martí d'Escaró, moderna (1952-1954), amb decoració provinent de l'anterior església, del segle xiii
- Església de Santa Cristina d'Aituà, tardoromànica (segle xvi).

## Ensenyament i Cultura
En l'actualitat, ni Escaró ni Aituà no disposen d'escola pròpia. Segons les edats dels infants dels dos pobles, les escoles de maternal més properes són a Saorra, Oleta, Fullà, Vilafranca de Conflent, Cornellà de Conflent i Vernet; les de primària, les mateixes anteriors més la de Serdinyà; pel que fa a secundària, els col·legis de Prada són els més propers, i per al batxillerat, també el liceu de Prada, en les seves diverses seccions.
La instal·lació cultural més rellevant actualment a Escaró és el Museu de les Mines.
Les festes comunes del terme d'Escaró són el 12 de novembre la festa patronal (Sant Martí) i el primer diumenge de setembre, la Festa Major.